# Чад (приток Сарса)
Чад — река в России, протекает по территории Октябрьского района Пермского края. Устье реки находится в 111 км по левому берегу реки Сарс. Длина реки — 12 км, площадь водосборного бассейна — 54,6 км².

## Данные водного реестра
По данным государственного водного реестра России относится к Камскому бассейновому округу, водохозяйственный участок реки — Уфа от Нязепетровского гидроузла до Павловского гидроузла, без реки Ай, речной подбассейн реки — Белая. Речной бассейн реки — Кама.
Код объекта в государственном водном реестре — 10010201112111100022951.